# Lưu Quốc Tân
Lưu Quốc Tân (sinh năm 1956) tại Châu Phú, An Giang là cầu thủ bóng đá của đội An Giang thập niên 70, 80 và là huấn luyện viên của nhiều đội bóng khác nhau An Giang , Vĩnh Long và đội bóng Ta Keo của Campuchia. Dấu ấn của ông là giúp đội U21 TP.HCM á quân giải U21 báo Thanh Niên 2008.